# Codrus picicornis
Codrus picicornis är en stekelart som först beskrevs av Förster 1856.  Codrus picicornis ingår i släktet Codrus, och familjen svartsteklar. Arten är reproducerande i Sverige.